# Maffeo Pantaleoni
Pour les articles homonymes, voir Pantaleoni.
Maffeo Pantaleoni (en italien : [mafˈfeːo pantaleˈoːni];  né à Frascati le 2 juillet 1857 mort à Milan, le 29 octobre 1924) est un économiste italien.
Il est d’abord un des instigateurs de l’économie néoclassique.

## Biographie
Professeur d'économie politique aux Universités de Naples, Pavie et Rome, il était un exposant de l'économie néoclassique. Il a été rédacteur en chef du Giornale degli economisti de 1890 à 1924. Sa défense acharnée de la politique économique du laissez-faire est célèbre.
Fils de Diomede Pantaleoni et de la noble irlandaise Jane Isabella Massy-Dawson, il reçoit sa première éducation de base dans un pensionnat parisien avant de partir en Allemagne, où il obtient son diplôme à Potsdam en 1877. De 1877 à 1880, il fréquente la faculté de droit de l'université de Rome, où il obtient une thèse sur la théorie de la traduction des impôts. Il acquiert une certaine notoriété en tant que professeur à l'université de Camerino et publie en 1883 "Contributo alla teoria del riparto delle spese pubbliche" (contribution à la théorie de l'allocation des dépenses publiques). En 1890, avec ses collègues Antonio De Viti De Marco et Ugo Mazzola, il achète le Giornale degli Economisti avec l'intention d'en faire la voix théorique du marginalisme et l'organe politique des libéraux italiens. Dans les pages du "Giornale degli Economisti", il critique la politique financière du ministre Agostino Magliani (d'abord libéral, puis proche de l'école économique historique lombard-vénitien) et les dépenses militaires. Il commence sa carrière de député radical en 1900 après avoir accepté une alliance tactique avec l'extrême gauche historique (Estrema sinistra storica) dans une fonction anti-sonninienne et anti-pellussienne. Critique à l'égard de la politique de Giuseppe Saracco, orientée vers la protection de la sidérurgie et des chantiers navals, il soutient d'abord, sous le gouvernement Zanardelli, la décision de militariser les chemins de fer (voulue par le ministre de la Guerre Coriolano Ponza di San Martino pour réprimer la grève des travailleurs du secteur), puis critique sévèrement le retour en arrière de l'exécutif sur les concessions économiques faites aux grévistes. Plus tard dans sa vie, avant la Première Guerre mondiale, il devient nationaliste et est un politicien anti-socialiste, entretenant des liens étroits avec le mouvement fasciste. De septembre à décembre 1920, il est ministre des finances de la régence italienne du Carnaro, dirigée par Gabriele D'Annunzio.
Franc-maçon, il était membre du Grand Orient d’Italie (Grande Oriente d’Italia) et faisait partie de sa Commission permanente, créée en février 1901 "avec le mandat d'inciter les Loges à promouvoir, discipliner et aider les institutions de coopération et d'assistance, sous leurs diverses formes et dans leurs liens avec l'économie publique et privée, sur une base civile, laïque et objective".
Il fut l'un des économistes les plus actifs à soutenir d'abord le nationalisme puis le fascisme, dirigeant avec son ami Giovanni Preziosi la revue "La vita italiana".
Peu avant sa mort, le 1er mars 1923, il est nommé au Sénat par Vittorio Emanuele III.
En 1970, l'Institut professionnel d'État (Istituto Professionale di Stato) pour les services commerciaux et touristiques de Frascati porte son nom.

## Œuvre
Pantaleoni est un contributeur majeur de l’école d’économie italienne connue sous le nom de La Scienza delle Finanze (La science de la finance). Son livre Teoria della Traslazione dei Tributi (theorie des biais des taxes) constitue une œuvre pionnière dans l’étude de l’ incidence fiscale. Selon le Prix Nobel d’économie James Buchanan, Pantaleoni et ses suivants tels Antonio De Viti De Marco et  Vilfredo Pareto) peuvent être considérés comme les précurseurs intellectuels de école des choix publics.

## Bibliographie (sélection)

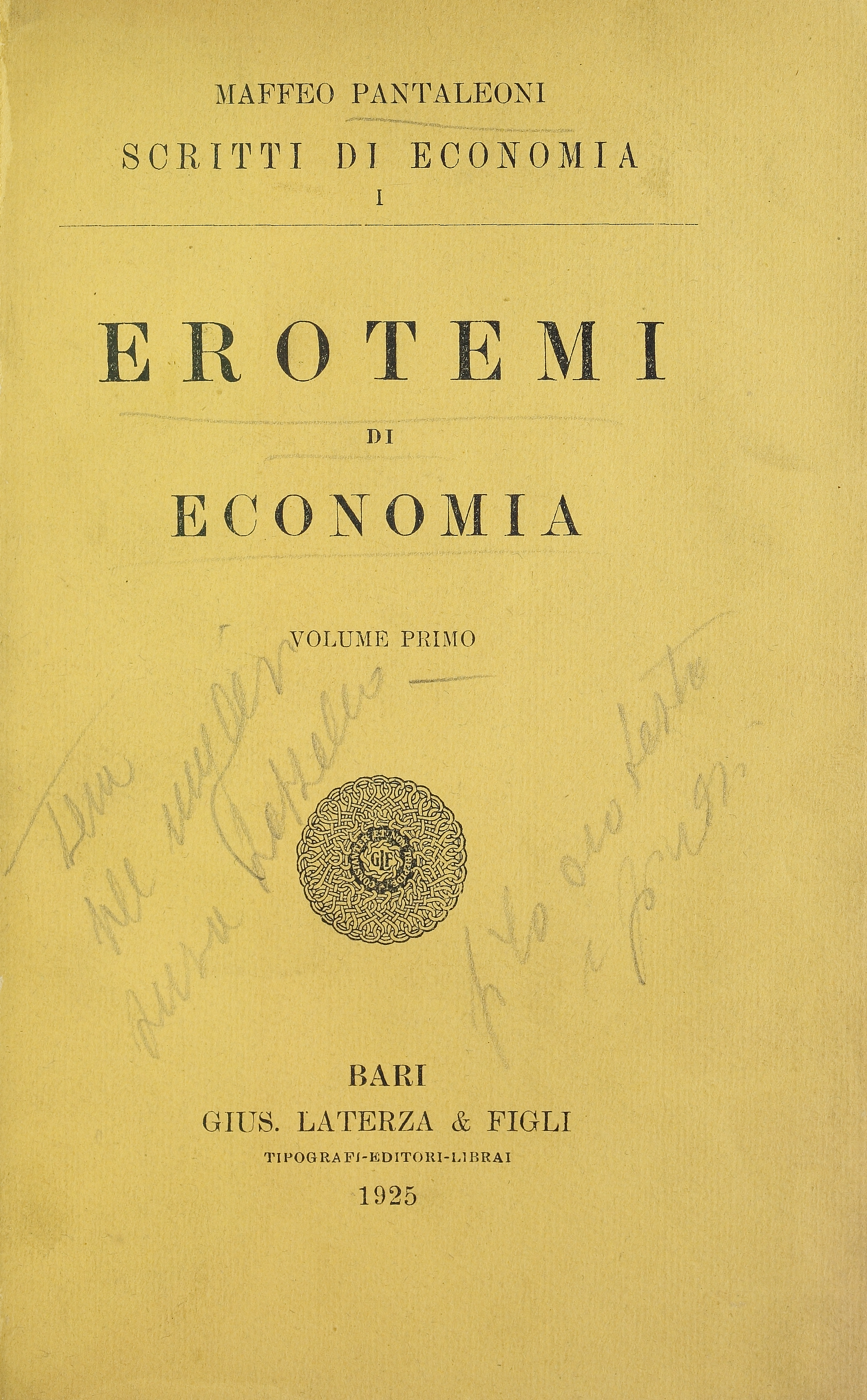
Erotemi di economia, 1925